# اقتصاد کره جنوبی
اقتصاد کره جنوبی یازدهمین اقتصاد بزرگ جهان و چهارمین اقتصاد بزرگ آسیا است. اقتصاد مختلط کره جنوبی در تسلط چند شرکت خوشه‌ای خانوادگی است که در زبان کره‌ای به آن‌ها چایبول می‌گویند. با این حال به نظر نمی‌رسد سلطهٔ چایبول‌ها تداوم داشته باشد چون در غیر این صورت سرعت دگرگونی اقتصاد کره به زیان نسل‌های آینده کند خواهد شد. در طول چند نسل، کره جنوبی توانست از کشوری که در میان ملل فقیر عالم رده‌بندی می‌شد به کشوری توسعه‌یافته با درآمد بالا تبدیل شود. برخی این رشد اقتصادی را به یک معجزه تشبیه کرده‌اند و نام آن را «معجزه رود هان» گذاشته‌اند. این معجزه باعث شده کره جنوبی در میان کشورهای عضو سازمان همکاری و توسعه اقتصادی و همچنین گروه ۲۰ قرار گیرد. این کشور پس از رکود بزرگ مالی همچنان یکی از سریع‌ترین نرخ‌های رشد را در میان کشورهای توسعه‌یافته در اختیار دارد. جیم اونیل اقتصاددان بریتانیایی، کره جنوبی را یکی از یازده کشوری می‌داند که در میانه‌های سده ۲۱ میلادی بر اقتصاد جهانی تسلط خواهند یافت.
سیاست‌گذاری مطلوب برای توسعه اقتصادی مانند آنچه که ژاپن برای ترمیم اقتصاد خود به کار بست، کره جنوبی را که زمانی به عنوان مقر پشتیبانی نیروهای آمریکایی پیش از جنگ کره و پس از آن عمل می‌کرد به موفقیت رساند. اصول این سیاست‌گذاری مبتنی بر آموزش دقیق و تربیت مردمان باسواد و باانگیزه بود و همین مسائل باعث شد تا رونق شدید فناوری و رشد اقتصادی سریع در این کشور رخ دهد. فقر منابع طبیعی و جمعیت زیاد در کره جنوبی باعث شده بود که رشد مداوم جمعیت و تشکیل یک بازار بزرگ مصرفی در داخل عملی نگردد. از این رو سیاست‌گذاران این کشور راهبرد صادرات‌محور را به عنوان سوخت اقتصاد کره برگزیدند. این سیاست باعث شد تا کره جنوبی در سال ۲۰۱۴ به عنوان هفتمین صادرکننده و هفتمین واردکننده در سطح جهان شناخته شود. بانک کره و مؤسسه توسعه کره به‌طور منظم گزارش‌هایی در خصوص نماگرهای اقتصادی و گرایش اقتصادی کره جنوبی منتشر می‌کنند.
اقتصاد کره جنوبی در جریان بحران مالی ۱۹۹۷ آسیا متحمل بحران نقدینگی شد و از این رو به شدت به کمک مالی صندوق بین‌المللی پول تکیه کرد. این کمک‌ها باعث شد اقتصاد این کشور نوسازی شود و سپس با سیاست‌های کیم دای جونگ (مشهور به دی‌جی‌نومیکس) رئیس‌جمهور کره جنوبی همراه گشت. یکی از فواید این سیاست‌ها، توسعه ملی در زمینه صنعت فناوری اطلاعات و ارتباطات بود. دولت کره جنوبی از گذشته برای تسریع در بکارگیری فناوری‌های جدید از یارانه استفاده می‌کرد و از این رو باعث شد تا استانداردهای موبایل سریع‌تر در اقتصاد این کشور به کار گرفته شود. رشد فناوری اطلاعات و ارتباطات در کره بیشتر بر بخش سخت‌افزاری استوار شده‌است که موجب توسعهٔ نفوذ مخابرات سیمی و بی‌سیم در این کشور شده اما این پیشرفت به همان اندازه در بخش نرم‌افزاری به وجود نیامده است. توسعه بخش نرم‌افزاری باعث تولید اپلیکیشن‌های خلاقانه و خدمات ارزش افزوده می‌گردد. اقتصاد کره جنوبی در بخش لوازم الکترونیکی مصرفی، اینترنت موبایل و تلفن‌های هوشمند در جهان سرآمد است. تنها در سال ۲۰۰۹ تلویزیون‌های ال‌سی‌دی کره جنوبی ۳۷٪ از بازار جهانی را در اختیار داشتند و این در حالی بود که در سال ۲۰۰۷ این میزان معادل ۲۷٪ بود. اقتصاد کره جنوبی از لحاظ شاخص توسعهٔ فناوری اطلاعات و ارتباطات در سال ۲۰۱۵ رتبه نخست در سطح جهان و رتبه نخست بلومبرگ از نظر شاخص خلاقیت را در همان سال کسب کرد.
علی‌رغم وجود توان رشد بالای اقتصادی و ثبات ساختاری در کره جنوبی، رتبه اعتباری این کشور به دلیل رفتارهای تهدیدآمیز کره شمالی در بحران‌های عمیق نظامی همواره پایین آمده و باعث شده تا تأثیر منفی بر بازارهای مالی کره جنوبی داشته باشد. با این حال سازمان‌های مالی مشهور نظیر صندوق بین‌المللی پول، اقتصاد کره جنوبی را از این جهت که می‌تواند به واسطهٔ بدهی ملی کم و ذخایر بالای ارزی، بحران‌های ناخواسته را سریعاً مدیریت کند، مورد تمجید قرار داده‌اند. سایر سازمان‌های اقتصادی مثل بانک جهانی، کره جنوبی را به عنوان کشوری با سریع‌ترین رشد اقتصادی در نسل آینده به همراه کشورهای بریکس و اندونزی دسته‌بندی کرده‌اند. کره جنوبی یکی از اندک کشورهایی بود که توانست از سرایت رکود در جریان بحران مالی ۲۰۰۸-۲۰۰۷ به اقتصاد خود جلوگیری کند به طوری که رشد اقتصادی این کشور در ۲۰۱۰ به ۶٫۲٪ رسید. این رشد سریع زمانی چشمگیر به نظر می‌رسد که بدانیم رشد این کشور در ۲۰۰۸ برابر با ۲٫۳٪ و در ۲۰۰۹ برابر با ۰٫۲٪ بود. اقتصاد کره جنوبی توانست سریعاً خود را ترمیم کند به شکلی که در پایان سال مالی ۲۰۱۳، این کشور ۷۰٫۷ میلیارد دلار در حساب جاری داشت و در مقایسه با ۲۰۱۲ رشدی ۴۷ درصدی را نشان می‌داد. این موفقیت یک رکورد برای اقتصاد کره جنوبی تلقی می‌شد و سیاست‌گذاران کره‌ای در زمانی به آن دست یافته بودند که اقتصاد جهانی در چنبره آشفتگی گرفتار شده و اقتصاد کره مبتنی بر صادرات محصولات فناوری استوار شده بود.
کره جنوبی در گذشته یکی از دریافت‌کنندگان کمک‌های مالی سازمان همکاری و توسعه اقتصادی بود. در طول دهه ۱۹۸۰ تا میانه‌های دهه ۱۹۹۰ پیشرفت اقتصادی کره جنوبی بر مبنای تولید ناخالص داخلی و سرانه برابری قدرت خرید همچنان کسری از اقتصاد کشورهای صنعتی بود. در سال ۱۹۸۰ سرانه تولید ناخالص داخلی کره جنوبی برابر با ۲٬۳۰۰ دلار یعنی نزدیک به یک سوم از همین شاخص در کشورهای پیشرفتهٔ همسایه نظیر سنگاپور، هنگ‌کنگ و ژاپن بود. از آن زمان کره جنوبی هر ساله پیشرفت کرده به طوری که در ۲۰۱۰ سرانه تولید ناخالص داخلی در این کشور ۳۰٬۰۰۰ دلار بود یعنی ۱۳ برابر افزایش نسبت به ۳۰ سال پیش. در همین مدت تولید ناخالص کل کشور از ۸۸ میلیارد دلار به ۱٬۴۶۰ میلیارد دلار رسیده‌است. در سال ۲۰۰۹ کره جنوبی اولین کشوری بود که توانست از جرگهٔ دریافت‌کنندگان کمک‌های مالی سازمان همکاری و توسعه اقتصادی خارج شده و به یکی از بزرگ‌ترین کمک‌کنندگان به آن تبدیل شود. میان سال‌های ۲۰۰۸ و ۲۰۰۹ کره جنوبی جمعاً مبلغ ۱٫۷ میلیارد دلار به کشورهای مختلف به غیر از کره شمالی کمک کرد. کمک کره جنوبی به کره شمالی معمولاً دو برابرِ کمک‌های این کشور به سازمان همکاری و توسعه اقتصادی است.
کره جنوبی در ۲۳ ژوئن ۲۰۱۲ به عنوان هفتمین عضو باشگاه ۲۰–۵۰ پذیرفته شد. این باشگاه شامل کشورهایی است که جمعیتشان بیش از ۵۰ میلیون نفر و درآمد سرانهٔ آن‌ها بیش از ۲۰ هزار دلار است. سایر اعضای این باشگاه به ترتیب زمانی ژاپن، ایالات متحده، فرانسه، ایتالیا، آلمان و بریتانیا هستند. در ۱ آوریل ۲۰۰۷ قرارداد تجارت آزاد بین ایالات متحده آمریکا و جمهوری کره به امضا رسید. قرارداد تجارت آزاد میان اتحادیه اروپا و کره جنوبی هم در ۱۵ اکتبر ۲۰۰۹ به امضا رسید. کره جنوبی همین نوع توافق تجارت آزاد را با استرالیا هم دارد. توافق تجارت آزاد میان کانادا و کره در سال ۲۰۱۴ و توافق تجارت آزاد با چین در ۱۰ نوامبر ۲۰۱۴ بین دو کشور امضا شد. کره جنوبی با داشتن بزرگ‌ترین شهربازی مسقف جهان به نام لات ورلد توانسته درآمد هنگفتی از طریق جذب گردشگر خارجی کسب کند. در سال ۲۰۲۱ درآمد سرانه کره جنوبی برای نخستین بار به سطح هفت کشور ثروتمند جهان رسید.

## تاریخچه

### بررسی اجمالی

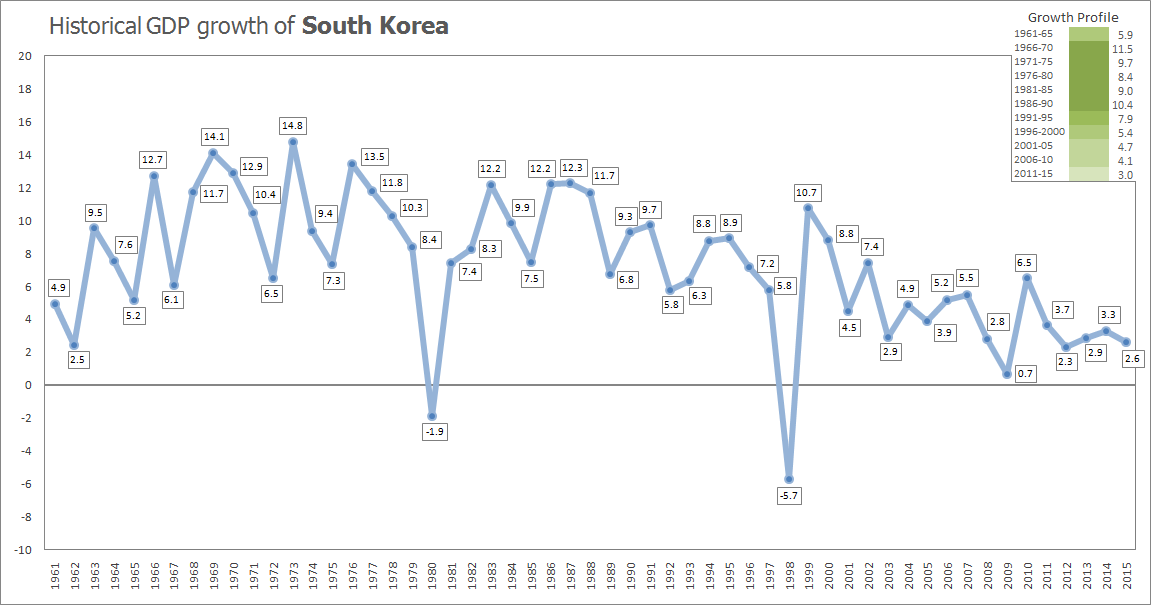
خط تاریخی رشد اقتصادی کره جنوبی از ۱۹۶۱ تا ۲۰۱۵

کره جنوبی پس از جنگ کره تا بیش از یک دهه جزو فقیرترین کشورهای دنیا به حساب می‌آمد. در سال ۱۹۶۰ میلادی سرانهٔ تولید ناخالص داخلی کره جنوبی ۷۹ دلار بود که در همان زمان پایین‌تر از برخی کشورهای جنوب آفریقا بوده‌است. رشد بخش صنعت اصلی‌ترین محرک رشد اقتصادی این کشور شد. در سال ۱۹۸۶ صنایع تولیدی تقریباً ۳۰٪ از تولید ناخالص داخلی کره را تأمین می‌کردند و ۲۵٪ از نیروی کار این کشور را به کار گرفته بودند. مشوق‌های دولتی و کمک‌های خارجی باعث شد تا صنعتگران سئول با سرعت زیاد فناوری‌های نوین را جایگزین تأسیسات کهنه کنند. این مسئله باعث شد تا تولید کالاها (به خصوص آن‌ها که قرار بود به بازارهای خارجی صادر شوند) افزایش یافته و درآمدهای حاصل از آن صرف گسترش بیشتر همان صنایع شود. در نتیجه صنعت باعث تغییر دورنمای کشور شد و میلیون‌ها کره‌ای را به مراکز صنعتی در شهرها کشاند.
رکود ۱۹۸۹ کره جنوبی که بواسطهٔ کاهش صادرات و سفارش‌های خارجی ایجاد شده بود موجب نگرانی صنعت‌گران گردید. تحلیلگران وزارت تجارت و صنعت بر این باور بودند که عملکرد ضعیف صادراتی کره جنوبی به خاطر مشکلات ساختاری است که در اقتصاد کشور وجود دارد. این مشکلات عبارت بودند از پول ملی قدرتمند، افزایش حقوق و هزینه‌های کارگران، اعتصاب‌های مکرر و نرخ سود بالا. نتیجه این شد که موجودی کارخانه‌های الکترونیکی، خودروسازی، پارچه‌بافی و کارگاه‌هایی که قطعات کوچکتر را تولید می‌کردند افزایش پیدا کرد و میزان تولید آن‌ها به شدت کاهش یافت. برای حل این مشکل صنعتگران به سیستم‌های خودکارسازی روی آوردند تا تکیه به نیروی کار را کاهش دهند و تولید را بدون تکیه به کارگران، بیشتر کنند. بدین شیوه آن‌ها می‌توانستند رقابت‌پذیری را افزایش دهند. تخمین زده می‌شد که بیش از دو سوم از صنعتگران کره‌ای بیش از نیمی از دارایی‌های خود را صرف اتوماسیون کردند.

### رشد سریع دهه ۱۹۶۰ تا دهه ۱۹۸۰

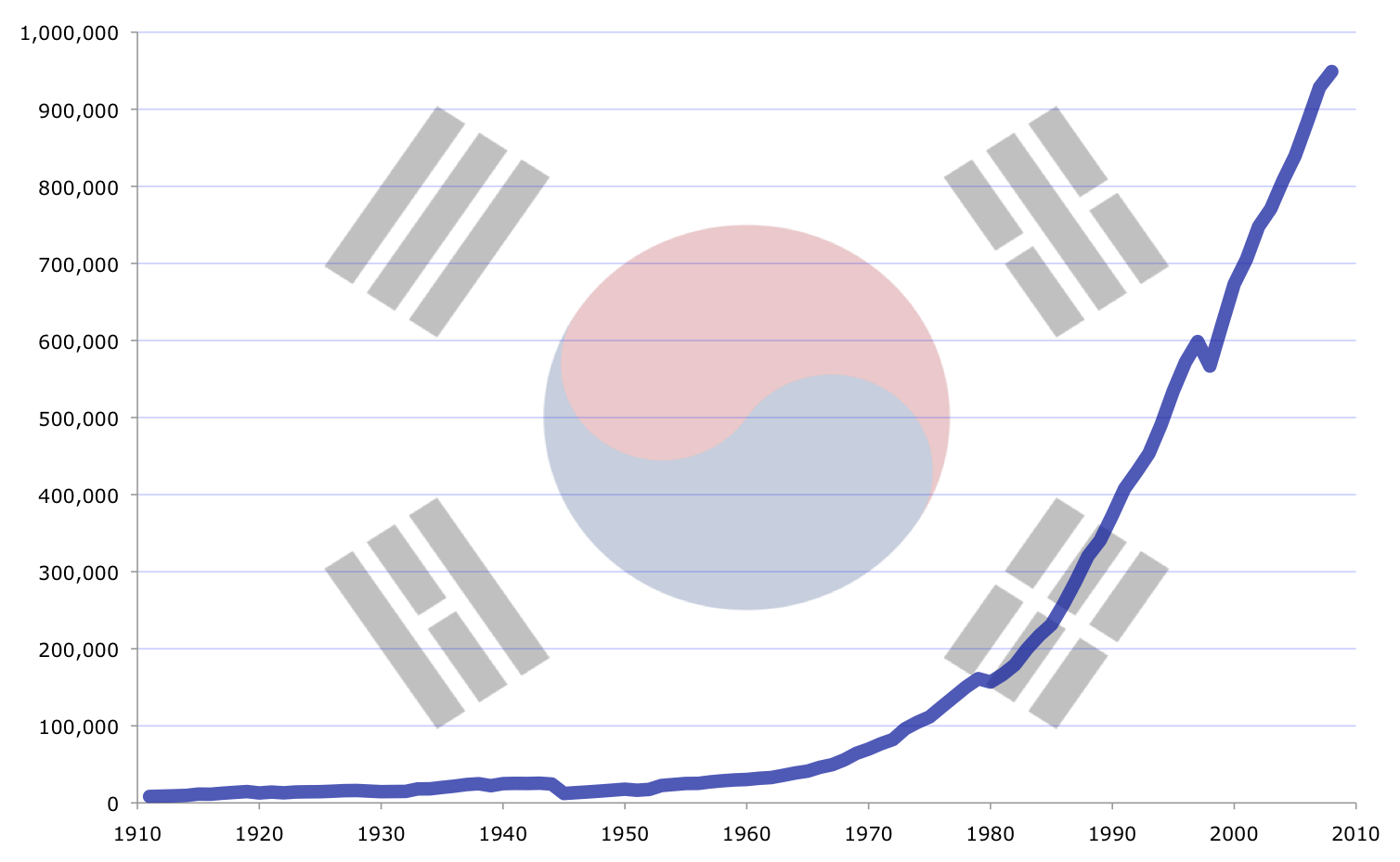
رشد تولید ناخالص داخلی کره جنوبی از ۱۹۱۱ تا ۲۰۰۸

اقتصاد کره جنوبی در مقایسه با کره شمالی. کره شمالی پس از این که سیاست جوچه (خودکفایی) را در سال ۱۹۷۴ برگزید، توان رقابت اقتصادی با کره جنوبی را از دست داد.

تولید ناخالص داخلی واقعی کره جنوبی در سال ۱۹۶۲ برابر با ۲٫۷ میلیارد دلار بود و در ۱۹۸۹ به ۲۳۰ میلیارد دلار رسید که به‌طور میانگین رشد سالانه‌ای معادل با ۸ درصد را نشان می‌دهد. این رقم در ۲۰۰۶ رکورد یک تریلیون دلار را شکست. سرانه تولید ناخالص داخلی اسمی از ۱۰۳٫۸۸ دلار در ۱۹۶۲ به ۵٬۴۳۸ دلار در ۱۹۸۹ رسید. این عدد در سال ۲۰۰۶ رقم ۲۰٬۰۰۰ دلار را رد کرد. بخش صنعت توانست از سهم ۱۴٫۳٪ از درآمد ناخالص ملی در سال ۱۹۶۲ به ۳۰٫۳٪ در ۱۹۸۷ برسد. حجم داد و ستد کالا از ۴۸۰ میلیون دلار در سال ۱۹۶۲ به ۱۲۷٫۹ میلیارد دلار در ۱۹۹۰ رسید. نسبت پس‌انداز به درآمد ناخالص ملی از ۳٫۳٪ در ۱۹۶۲ به ۳۵٫۸٪ در ۱۹۸۹ رسید. در سال ۱۹۶۵ نرخ رشد کره جنوبی از نرخ رشد کره شمالی در بسیاری از صنایع بالاتر رفت اما درآمد ناخالص ملی آن همچنان از همسایه شمالی پایین‌تر بود.
در کره گسترش صادرات از طریق بازار آزاد انجام نگرفت بلکه با برنامه ریزی دولتی انجام شد. غالب اقتصاددانان ملی کردن بخش بانکی را به عنوان مهمترین عامل در معجزه اقتصادی کره مورد تاکید قرار داده اند. علاوه بر این دولت با کنترل نحوه تخصیص وام های بانکی به طور ضمنی از سپرده گذاران مالیات می گرفت و پول دریافت شده را برای سرمایه گذاری به طرف بخش های مورد توجه خود به جریان می انداخت. این نقش مداخله گرایانه دولت کره جنوبی را بانک جهانی در گزارش خود در سال ۱۹۸۹ مورد تصریح قرار داده است. 
مهم‌ترین دلیل رشد صنعتی‌سازی کره جنوبی اتخاذ راهبرد نگاه به خارج در اوایل دهه ۱۹۶۰ بود. این راهبرد در آن زمان مناسب بود چون کره جنوبی از فقر منابع طبیعی، پس‌انداز اندک و بازار کوچک داخلی رنج می‌برد. راهبرد جدید باعث شد تا رشد اقتصادی در سایهٔ صادرات کالاهایی که متکی به نیروی کار ارزان بودند و کره جنوبی در تولید آن‌ها مزیت نسبی داشت رشد یابد. ابتکار عمل دولت نقش اساسی در این فرایند داشت. دولت کره جنوبی با تشویق صنعتگران به صادرات باعث شد تا شرکت‌های کره‌ای انگیزهٔ لازم برای بکارگیری فناوری‌های نوین را بدست آورند و بهره‌وری تولیدی خود را افزایش دهند تا بتوانند در بازار جهانی به رقابت با حریفان مقتدر بپردازند. کارخانه‌های کره‌ای می‌توانستند با رعایت آیین‌نامه‌ها و خواسته‌های دولت از جوایز و امتیازات یارانه‌ای و سرمایه‌ای برخوردار شوند و بدین ترتیب می‌توانستند در بازارهای جهانی با سایرین رقابت کنند. همچنین ورود سرمایهٔ خارجی به کره جنوبی به شدت مورد حمایت دولت قرار می‌گرفت تا بدین شیوه کمبود پس‌انداز در کشور جبران شود. کره جنوبی با این روش بود که توانست صادرات خود را افزایش دهد و بعداً به درآمد بالا دست یابد.
تأکید بر توسعهٔ بخش صنعتی و راهبرد صادرات‌محور سئول باعث شد تا بخش روستایی نسبتاً عقب‌مانده باقی بماند. در این زمان صنایع فولاد و کشتی‌سازی بیش از سایر صنایع به توسعهٔ اقتصادی کره جنوبی کمک کردند. به غیر از صنعت معدن‌کاری بیشتر صنایع در شهرهای شمال غربی و جنوب شرقی متمرکز بودند. اکثر صنایع سنگین کره در جنوب کشور قرار داشتند. کارخانه‌های سئول بیش از ۲۵٪ از کل ارزش‌افزودهٔ بخش صنعت را در سال ۱۹۷۸ تأمین می‌کردند. البته اگر کارخانه‌هایی که کل استان گیونگی-دو یعنی استانی که سئول در آن قرار دارد را به حساب آوریم، ۴۶٪ از کالاهای تولیدی کره جنوبی در آن سال در این منطقه تولید شده‌است. کارخانه‌های سئول و استان گیونگی-دو ۴۸٪ از کارگران ۲٫۱ میلیون نفری کارخانه‌های کره را به کار گرفته بودند. از این رو افزایش تبعیض درآمدی میان بخش‌های صنعتی و کشاورزی کره شمالی در میانه‌های دهه ۱۹۷۰ به یکی از مشکلات جدی کره جنوبی تبدیل شد. با وجود تلاش‌های دولت برای افزایش درآمد مزارع و کیفیت زندگی روستاییان، این تبعیض همچنان به عنوان یکی از مشکلات این کشور وجود دارد.
دولت کره جنوبی در اوایل دهه ۱۹۸۰ میلادی سیاست پولی محافظه‌کارانه و اقدامات مالی سخت‌گیرانه‌ای برای کنترل تورم اتخاذ و پیاده کرد. رشد عرضه پول از ۳۰٪ در دهه ۱۹۷۰ به ۱۵٪ کاهش یافت. حتی دولت برای مدت کمی بودجه خود را افزایش نداد. دخالت دولت در اقتصاد به شدت کاهش پیدا کرد و سیاست‌های مربوط به واردات و سرمایه‌گذاری خارجی لیبرالیزه شد تا رقابت افزایش پیدا کند. دولت برای کاهش نابرابری میان شهرها و روستاها اقدام به سرمایه‌گذاری در بخش عمومی کرد. این بخش‌های شامل جاده‌ها، امکانات ارتباطی و ماشینی کردن مزارع بود.
اقداماتی که در اوایل این دهه صورت گرفت با بهبود چشمگیر اقتصاد جهانی همراه شد و بدین ترتیب به اقتصاد کره جنوبی کمک کرد تا فرصت‌های از دست رفته در اواخر دهه ۱۹۸۰ را بازیابد. کره جنوبی توانست میان سال‌های ۱۹۸۲ تا ۱۹۸۷ به رشد واقعی ۹٫۲٪ برسد و میان سال‌های ۱۹۸۶ تا ۱۹۸۸ به رشد ۱۲٫۵٪ رسیده بود. در آن زمان تورم دورقمی دههٔ ۱۹۷۰ مهار شده بود. میان سال‌های ۱۹۸۰ تا ۱۹۸۸ تورم عمده‌فروشی به‌طور میانگین به ۲٫۱٪ در سال رسید و قیمت کالاها سالانه ۴٫۷٪ افزایش می‌یافت. دولت کره در ۱۹۸۶ توانست برای نخستین بار به مازاد تراز پرداخت چشمگیری به میزان ۷٫۷ میلیارد دلار دست یابد. این عدد در ۱۹۸۷ و ۱۹۸۸ به ۱۱٫۴ میلیارد دلار بالغ شد. این پیشرفت به دولت کره جنوبی اجازه داد تا از حجم بدهی‌های خارجی بکاهد. این در حالی بود که مازاد تجاری ۱۹۸۹ فقط ۴٫۶ میلیارد دلار بود و در سال بعد منفی شد.
آلیس امسدن در صفحه ۱۳۹ کتاب غول بعدی آسیا: کره جنوبی و صنعتی شدن دیرهنگام می نویسد: کره نمونه ای از کشورهایی است که بسیار سریع رشد نمود و در عین حال قواعد عمومی عقل اقتصاد متعارف را به چالش کشید در کره بجای اینکه سازوکار بازار به تخصیص منابع بپردازد و سرمایه گذاری های خصوصی را هدایت کند دولت اکثر تصمیمات محوری را در مورد سرمایه گذاری ها می گرفت.

### دهه ۹۰ و بحران مالی آسیا
اقتصاد کره جنوبی در نیمهٔ نخست دههٔ ۱۹۹۰ رشدی باثبات و نیرومند در بخش مصرف خصوصی و تولید ناخالص داخلی داشت. اما در سال ۱۹۹۷ با وقوع بحران مالی در شرق آسیا، اوضاع به هم ریخت. پس از آنکه دلال‌ها به دیگر ارزهای آسیایی هجوم بردند، وون کرهٔ جنوبی هم در ۱۹۹۷ به شدت ارزش خود را از دست داد. وام‌های معوقه در بسیاری از بانک‌های تجاری کره باعث شدند مشکل دو چندان گردد. صندوق بین‌المللی پول در دسامبر ۱۹۹۷ تصمیم گرفت ۲۱ میلیارد دلار وام به کره جنوبی بدهد که بخشی از طرح کمکی ۵۸٫۴ میلیاردی این صندوق به کره بود. دولت تا ژانویه ۱۹۹۸ یک سوم از بانک‌های تجاری را تعطیل کرد. اقتصاد کره در هر فصل از سال ۱۹۹۸ کوچکتر می‌شد و سرعت این فاجعه به‌طور میانگین به ۶٫۶۵-٪ رسیده بود. شرکت خانودگی دوو یکی از قربانیان این بحران شد چون دولت این شرکت را به خاطر بدهی‌های معوق منحل کرد. جنرال موتورز بخش موتوری دوو را خریداری کرد و گروه تاتای هند بخش کامیون‌ها و خودروهای سنگین آن را خرید.
اقدامات دولت کره جنوبی و سوآپ بدهی‌ها توسط وام‌دهندگان بین‌المللی باعث شد تا مشکلات مالی کشور تحت کنترل در آیند. دلایل اصلی نجات کره جنوبی از بحران مالی شرق آسیا را می‌توان تعدیل نیروی کار و یافتن منابع مالی جایگزین دانست. رشد تولید ناخالص داخلی کره در پایان فصل نخست سال ۱۹۹۹ به ۵٫۴٪ رسید و رشد شدیدی که پس از آن به وجود آمد به همراهِ فشار کاهشی پول باعث شد تا رشد سالانه به ۱۰٫۵٪ برسد. کیم دای جونگ رئیس‌جمهور کره در دسامبر ۱۹۹۹ اعلام کرد که بحران پولی به پایان رسیده‌است.

### دهه ۲۰۰۰
اقتصاد کره جنوبی از اقتصاد دستوری مبتنی بر برنامه‌ریزی متمرکز که در آن سرمایه‌گذاری‌ها با هدایت دولت انجام می‌گرفتند، به سمت اقتصاد مبتنی بر بازار رفت. این اصلاحات اقتصادی که توسط کیم دای جونگ رئیس‌جمهور کره هدایت می‌شد باعث شد این کشور جایگاه خود را به عنوان یکی از کشورهای رو به رشد آسیای شرقی حفظ کند به طوری که نرخ رشد در سال ۱۹۹۹ برابر با ۱۰٫۸٪ و در ۲۰۰۰ معادل ۹٫۲٪ شد.
رشد اقتصادی کره همچنان ادامه داشت تا این که حملات ۱۱ سپتامبر ۲۰۰۱ در آمریکا به وقوع پیوست. کاهش رشد اقتصاد جهانی، کاهش میزان صادرات کره و این حس که اصلاحات شرکت‌ها و نظام مالی کشور متوقف شده، موجب شد تا سرعت رشد کره جنوبی به ۳٫۳٪ در سال ۲۰۰۱ کاهش یابد.
با وجود رکود جهانی در سال ۲۰۰۲، کره جنوبی توانست با تکیه به صنعت و بخش ساخت و ساز، رشدی معادل ۵٫۸٪ تجربه کند. در این زمان بازسازی شرکت‌های چندخوشه‌ای (چایبول‌ها)، خصوصی‌سازی بانک‌ها و آزادتر ساختن اقتصاد به این شکل که شرکت‌های ورشکسته از بازار خارج شوند، از کارهای ناتمام کره جنوبی به‌شمار می‌رفت. رشد اقتصادی کره جنوبی در ۲۰۰۳ باز هم کند شد اما تا سال ۲۰۰۶ تولید، گسترش پیدا کرد چون تقاضای جهانی برای تلویزیون‌های وضوح بالا و تلفن‌های همراه افزایش یافته بود.
کره جنوبی هم مانند همه اقتصادهای صنعتی از عواقب بحران مالی ۲۰۰۷-۲۰۰۸ آسیب جدی دید. رشد اقتصادی در سه‌ماهه چهارم ۲۰۰۸ به میزان ۳٫۴٪ نسبت به دورهٔ سه‌ماههٔ پیشین کاهش یافت که در ۱۰ سال پیش از آن نخستین کاهش منفی بین دو فصل را نشان می‌داد. این وضع تا سال ۲۰۰۹ ادامه پیدا کرد. گزارش‌های بسیاری از بخش‌های اقتصادی حاکی از کاهش رشد بود. بخش تولید تا ژانویه ۲۰۰۶ معادل ۲۵٫۶٪ و بخش فروش کالاهای مصرفی ۳٫۱٪ کاهش نشان می‌داد. صادرات خودرو و نیم‌رساناها که دو ستون اصلی اقتصاد کره بودند به ترتیب ۵۵٫۹٪ و ۴۶٫۹٪ کاهش یافت. این در حالی بود که صادرات کره در ماه ژانویه معادل ۳۳٫۸٪ و در فوریه ۱۸٫۳٪ کاهش نسبت به مدت مشابه سال پیش نشان می‌داد که یک رکورد منفی در تاریخ اقتصادی کره تلقی می‌شد. این بار نیز به مانند بحران سال ۱۹۹۷ پول کره جنوبی با کاهش ارزش قابل توجه مواجه شد به طوری که ۳۴٪ از ارزش خود مقابل دلار آمریکا را از دست داد. رشد سالانه در ۲۰۰۸ تا ۲٫۳٪ پایین آمد و گلدمن ساکس انتظار داشت تا حد ۴٫۵-٪ پایین برود اما کره جنوبی موفق شد این سقوط را تا حد ۰٫۲٪ در ۲۰۰۹ مهار کند.
کمک‌های اقتصادی به‌موقع و مصرف داخلی بالا که کاهش صادرات را جبران می‌کرد باعث شد اقتصاد کره جنوبی بتواند علیرغم وجود بحران مالی جهانی از ورود به رکود خودداری کرده و مانند دیگر کشورهای صنعتی درگیر آن نگردد. کره‌ای‌ها توانسته بودند در طول بحران دو سال پیاپی رشد اقتصادی مثبت داشته باشند. در سال ۲۰۱۰ کره توانست با ثبت نرخ رشد ۶٫۱٪ بازگشت قدرتمند خود به شرایط اقتصادی پیش از بحران را نشان دهد. کره جنوبی در ۱۱ ماه نخست سال ۲۰۱۰، ۴۲۴ میلیارد دلار صادرات داشت که بیش از کل صادرات این کشور در ۲۰۰۸ بود.
کره جنوبی و استرالیا در ۵ دسامبر ۲۰۱۳ یک پیمان تجارت آزاد تحت عنوان «کفتا» امضا کردند. استرالیا می‌کوشید صنایع مختلف خود از قبیل خودروسازی، خدمات و انرژی را از منافع آن بهره‌مند سازد و خود را در ردیف رقبایی چون ایالات متحده و آسه‌آن قرار دهد. کره جنوبی در آن زمان سومین بازار صاداراتی استرالیا و چهارمین شریک تجاری این کشور با حجم تجارت ۳۲ میلیارد دلاری در ۲۰۱۲ بود. در این پیمان بند حل اختلافات دولت و سرمایه‌گذار (ISDS) نیز گنجانده شده بود و به شرکت‌های کره‌ای اجازه می‌داد در صورتی که حقوق تجاری‌شان توسط استرالیا رعایت نگردد علیه دولت آن کشور اقامه دعوی کنند.
دولت کره جنوبی روزهای کاری هفته را بسته به حجم شرکت‌ها به تدریج از سال ۲۰۰۴ تا ۲۰۱۱ از شش روز به پنج روز کاهش داد. همچنین در ۲۰۱۳ شمار تعطیلات عمومی به ۱۶ روز افزایش داده شد.

### صنایع فناوری بالاسطح در دهه‌های ۱۹۹۰ و ۲۰۰۰

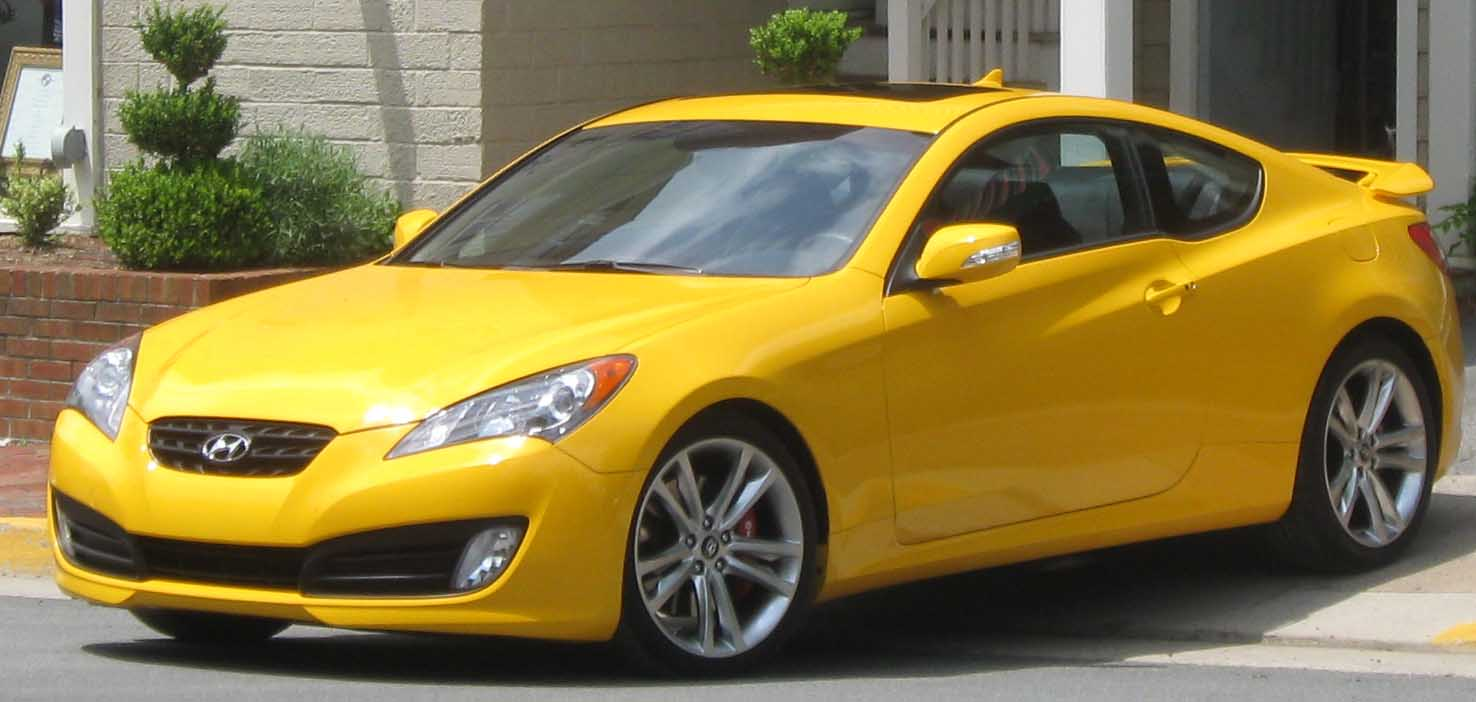
یک خودروی هیوندای. خطوط تولید خودرو بخش کلیدی صنعت در کره جنوبی هستند.

تولیدکنندگان کره جنوبی در ۱۹۹۰ برای حرکت اساسی به سمت فناوری‌های بالاسطح در آینده برنامه‌ریزی کردند. در ژوئن ۱۹۸۹ گردهم‌آیی‌هایی با حضور مقامات دولتی، دانشگاهیان و صاحبان کسب و کار برگزار شد و در آن‌ها دربارهٔ تولید کالاهایی نظیر مواد نو، مکاترونیک (شامل ربات‌های صنعتی)، مهندسی زیستی، ریز الکترونیک، مواد شیمیایی ظریف و هوافضا تصمیم‌گیری شد. البته این تغییر رویه به معنای کاهش ناگهانی در تولید صنایع سنگین نظیر خودروسازی و کشتی‌سازی که در دهه ۱۹۸۰ اقتصاد کره جنوبی را می‌چرخاند نبود.
سوخت رشد اقتصادی کره جنوبی صادرات است. بیشترین کالاهای صادراتی کره جنوبی را محصولاتی چون ابزارهای الکترونیک، پارچه، کشتی، خودرو و فولاد تشکیل می‌دهند. هر چند واردات کالا هم نسبت به قبل آزادتر شده اما بخش کشاورزی همچنان تحت سیاست‌های حمایتی دولت قرار دارد چون تبعیض قیمت‌های زیادی میان محصولات کشاورزی داخلی نظیر برنج و قیمت‌ها در بازار جهانی وجود دارد. تا سال ۲۰۰۵ قیمت برنج در کره جنوبی چهار برابر بیشتر از میانگین قیمت در بازارهای جهانی بود و دولت هراس داشت که باز کردن بازار برای محصولات کشاورزی خارجی تأثیرات فاجعه‌باری بر بخش کشاورزی در کره جنوبی داشته باشد. با این حال دولت کره جنوبی در اواخر ۲۰۰۴ با سازمان تجارت جهانی به توافق رسید تا واردات برنج تا سال ۲۰۱۴ به تدریج از ۴٪ به ۸٪ افزایش پیدا کند. همچنین قرار شد تا سال ۲۰۱۰، ۳۰٪ از برنج وارداتی مستقیماً به دست مصرف‌کننده برسد چون پیش از آن همهٔ برنج‌های وارداتی برای فرآوری استفاده می‌شد. طبق این توافق قرار بود پس از ۲۰۱۴ بازار برنج کره جنوبی کاملاً به روی واردات باز شود.
امروزه کره جنوبی به عنوان مرکز ابداع بازار جهانی موبایل شناخته می‌شود و تولیدکنندگان می‌توانند از مزایای آزادی‌های فناورانه در آن بهره‌منده شوند. در این کشور روند رو به گسترشی در خصوص ساخت رسانه‌ها یا اپلیکشن‌های جدید با اتکا به زیرساخت اینترنت نسل چهارم و پنجم ایجاد شده‌است. امروزه کره جنوبی زیرساخت‌های لازم برای میزبانی از فرهنگ و تراکم جمعیت بالاتر را دارد که بتوانند خصوصیات محلی قوی‌تری ایجاد کنند.

## شاخص‌ها
داده‌های زیر مهم‌ترین شاخص‌های اقتصادی کره جنوبی بین سال‌های ۱۹۸۰ و ۲۰۲۰ را نشان می‌دهند. همچنین پیش‌بینی صندوق بین‌المللی پول برای سال‌های ۲۰۲۱ تا ۲۰۲۶ نیز آورده شده‌است. تورم زیر ۵٪ به رنگ سبز نشان داده شده‌است.
| سال  | تولید ناخالص داخلی (میلیارد دلار آمریکا به برابری قدرت خرید) | سرانهٔ تولید ناخالص داخلی (دلار آمریکا به برابری قدرت خرید) | تولید ناخالص داخلی (میلیارد دلار آمریکا اسمی) | سرانهٔ تولید ناخالص داخلی (دلار آمریکا اسمی) | رشد تولید ناخالص داخلی (واقعی) | نرخ تورم (درصد) | بی‌کاری (درصد) | بدهی دولت (درصد نسبت به تولید ناخالص داخلی) |
| ---- | ------------------------------------------------------------ | ---------------------------------------------------------- | --------------------------------------------- | ------------------------------------------- | ------------------------------ | --------------- | ------------- | ------------------------------------------- |
| ۱۹۸۰ | ۸۲٫۷                                                         | ۲٬۱۶۹٫۴                                                    | ۶۵٫۴                                          | ۱٬۷۱۴٫۶                                     | ۱٫۶٪-                          | ۲۸٫۷٪           | ۵٫۲٪          | اطلاعی در دست نیست                          |
| ۱۹۸۱ | ۹۷٫۱                                                         | ۲٬۵۰۷٫۳                                                    | ۷۲٫۹                                          | ۱٬۸۸۳٫۵                                     | ۷٫۲٪                           | ۲۱٫۴٪           | ۴٫۵٪          | اطلاعی در دست نیست                          |
| ۱۹۸۲ | ۱۱۱٫۷                                                        | ۲٬۸۳۹٫۹                                                    | ۷۸٫۳                                          | ۱٬۹۹۲٫۳                                     | ۸٫۳٪                           | ۷٫۲٪            | ۴٫۱٪          | اطلاعی در دست نیست                          |
| ۱۹۸۳ | ۱۳۱٫۶                                                        | ۳٬۲۹۶٫۹                                                    | ۸۷٫۸                                          | ۲٬۱۹۸٫۹                                     | ۱۳٫۴٪                          | ۳٫۴٪            | ۴٫۱٪          | اطلاعی در دست نیست                          |
| ۱۹۸۴ | ۱۵۰٫۷                                                        | ۳٬۷۳۰٫۰                                                    | ۹۷٫۵                                          | ۲٬۴۱۳٫۳                                     | ۱۰٫۶٪                          | ۲٫۳٪            | ۳٫۹٪          | اطلاعی در دست نیست                          |
| ۱۹۸۵ | ۱۶۷٫۷                                                        | ۴٬۱۰۹٫۰                                                    | ۱۰۱٫۳                                         | ۲٬۴۸۲٫۴                                     | ۷٫۸٪                           | ۲٫۵٪            | ۴٫۰٪          | اطلاعی در دست نیست                          |
| ۱۹۸۶ | ۱۹۰٫۴                                                        | ۴٬۶۲۰٫۳                                                    | ۱۱۶٫۸                                         | ۲٬۸۳۴٫۹                                     | ۱۱٫۳٪                          | ۲٫۸٪            | ۳٫۸٪          | اطلاعی در دست نیست                          |
| ۱۹۸۷ | ۲۲۰٫۰                                                        | ۵٬۲۸۴٫۷                                                    | ۱۴۷٫۹                                         | ۳٬۵۵۴٫۶                                     | ۱۲٫۷٪                          | ۳٫۰٪            | ۳٫۱٪          | اطلاعی در دست نیست                          |
| ۱۹۸۸ | ۲۵۵٫۰                                                        | ۶٬۰۶۷٫۲                                                    | ۱۹۹٫۶                                         | ۴٬۷۴۸٫۷                                     | ۱۲٫۰٪                          | ۷٫۱٪            | ۲٫۵٪          | اطلاعی در دست نیست                          |
| ۱۹۸۹ | ۲۸۳٫۸                                                        | ۶٬۶۸۴٫۶                                                    | ۲۴۶٫۹                                         | ۵٬۸۱۷٫۱                                     | ۷٫۱٪                           | ۵٫۷٪            | ۲٫۶٪          | اطلاعی در دست نیست                          |
| ۱۹۹۰ | ۳۲۳٫۵                                                        | ۷٬۵۴۵٫۱                                                    | ۲۸۳٫۴                                         | ۶٬۶۱۰٫۰                                     | ۹٫۹٪                           | ۸٫۶٪            | ۲٫۵٪          | ۱۳٫۲٪                                       |
| ۱۹۹۱ | ۳۷۰٫۴                                                        | ۸٬۵۵۵٫۹                                                    | ۳۳۰٫۷                                         | ۷٬۶۳۷٫۲                                     | ۱۰٫۸٪                          | ۹٫۳٪            | ۲٫۵٪          | ۱۲٫۳٪                                       |
| ۱۹۹۲ | ۴۰۲٫۴                                                        | ۹٬۱۹۷٫۲                                                    | ۳۵۵٫۵                                         | ۸٬۱۲۶٫۵                                     | ۶٫۲٪                           | ۶٫۲٪            | ۲٫۵٪          | ۱۲٫۰٪                                       |
| ۱۹۹۳ | ۴۴۰٫۲                                                        | ۹٬۹۶۱٫۰                                                    | ۳۹۲٫۷                                         | ۸٬۸۸۶٫۴                                     | ۶٫۹٪                           | ۴٫۸٪            | ۲٫۹٪          | ۱۱٫۲٪                                       |
| ۱۹۹۴ | ۴۹۱٫۳                                                        | ۱۱٬۰۰۵٫۵                                                   | ۴۶۳٫۴                                         | ۱۰٬۳۸۱٫۲                                    | ۹٫۳٪                           | ۶٫۳٪            | ۲٫۵٪          | ۱۰٫۰٪                                       |
| ۱۹۹۵ | ۵۴۹٫۸                                                        | ۱۲٬۱۹۳٫۲                                                   | ۵۶۶٫۶                                         | ۱۲٬۵۶۵٫۰                                    | ۹٫۶٪                           | ۴٫۵٪            | ۲٫۱٪          | ۸٫۸٪                                        |
| ۱۹۹۶ | ۶۰۴٫۱                                                        | ۱۳٬۲۶۹٫۲                                                   | ۶۱۰٫۲                                         | ۱۳٬۴۰۲٫۹                                    | ۷٫۹٪                           | ۴٫۹٪            | ۲٫۱٪          | ۸٫۱٪                                        |
| ۱۹۹۷ | ۶۵۲٫۴                                                        | ۱۴٬۱۹۷٫۲                                                   | ۵۷۰٫۶                                         | ۱۲٬۴۱۶٫۸                                    | ۶٫۲٪                           | ۴٫۴٪            | ۲٫۶٪          | ۱۰٫۰٪                                       |
| ۱۹۹۸ | ۶۲۵٫۹                                                        | ۱۳٬۵۲۲٫۶                                                   | ۳۸۲٫۹                                         | ۸٬۲۷۱٫۴                                     | ۵٫۱٪-                          | ۷٫۵٪            | ۷٫۰٪          | ۱۴٫۳٪                                       |
| ۱۹۹۹ | ۷۰۷٫۵                                                        | ۱۵٬۱۷۷٫۳                                                   | ۴۹۷٫۳                                         | ۱۰٬۶۶۶٫۹                                    | ۱۱٫۵٪                          | ۰٫۸٪            | ۶٫۶٪          | ۱۶٫۳٪                                       |
| ۲۰۰۰ | ۷۸۹٫۱                                                        | ۱۶٬۷۸۶٫۶                                                   | ۵۷۶٫۵                                         | ۱۲٬۲۶۳٫۵                                    | ۹٫۱٪                           | ۲٫۳٪            | ۴٫۴٪          | ۱۶٫۷٪                                       |
| ۲۰۰۱ | ۸۴۶٫۰                                                        | ۱۷٬۸۶۰٫۱                                                   | ۵۴۷٫۷                                         | ۱۱٬۵۶۳٫۰                                    | ۴٫۹٪                           | ۴٫۱٪            | ۴٫۰٪          | ۱۷٫۲٪                                       |
| ۲۰۰۲ | ۹۲۵٫۶                                                        | ۱۹٬۴۲۷٫۱                                                   | ۶۲۷٫۰                                         | ۱۳٬۱۵۹٫۷                                    | ۷٫۷٪                           | ۲٫۸٪            | ۳٫۳٪          | ۱۷٫۰٪                                       |
| ۲۰۰۳ | ۹۷۳٫۶                                                        | ۲۰٬۳۲۸٫۴                                                   | ۷۰۲٫۷                                         | ۱۴٬۶۷۲٫۴                                    | ۳٫۱٪                           | ۳٫۵٪            | ۳٫۶٪          | ۱۹٫۸٪                                       |
| ۲۰۰۴ | ۱٬۰۵۱٫۷                                                      | ۲۱٬۸۷۲٫۱                                                   | ۷۹۲٫۵                                         | ۱۶٬۴۸۲٫۸                                    | ۵٫۲٪                           | ۳٫۶٪            | ۳٫۷٪          | ۲۲٫۴٪                                       |
| ۲۰۰۵ | ۱٬۱۳۱٫۴                                                      | ۲۳٬۴۸۰٫۱                                                   | ۹۳۴٫۷                                         | ۱۹٬۳۹۸٫۵                                    | ۴٫۳٪                           | ۲٫۸٪            | ۳٫۸٪          | ۲۵٫۹٪                                       |
| ۲۰۰۶ | ۱٬۲۲۷٫۷                                                      | ۲۵٬۳۴۵٫۴                                                   | ۱٬۰۵۲٫۶                                       | ۲۱٬۷۳۱٫۰                                    | ۵٫۳٪                           | ۲٫۲٪            | ۳٫۵٪          | ۲۸٫۱٪                                       |
| ۲۰۰۷ | ۱٬۳۳۴٫۰                                                      | ۲۷٬۴۰۱٫۲                                                   | ۱٬۱۷۲٫۵                                       | ۲۴٬۰۸۳٫۳                                    | ۵٫۸٪                           | ۲٫۵٪            | ۳٫۳٪          | ۲۷٫۴٪                                       |
| ۲۰۰۸ | ۱٬۴۰۰٫۵                                                      | ۲۸٬۵۵۰٫۵                                                   | ۱٬۰۴۹٫۲                                       | ۲۱٬۳۸۷٫۷                                    | ۳٫۰٪                           | ۴٫۷٪            | ۳٫۲٪          | ۲۶٫۹٪                                       |
| ۲۰۰۹ | ۱٬۴۲۰٫۷                                                      | ۲۸٬۸۱۲٫۵                                                   | ۹۴۳٫۷                                         | ۱۹٬۱۳۹٫۷                                    | ۰٫۸٪                           | ۲٫۸٪            | ۳٫۶٪          | ۳۰٫۰٪                                       |
| ۲۰۱۰ | ۱٬۵۳۵٫۶                                                      | ۳۰٬۹۸۸٫۳                                                   | ۱٬۱۴۳٫۶                                       | ۲۳٬۰۷۷٫۲                                    | ۶٫۸٪                           | ۲٫۹٪            | ۳٫۷٪          | ۲۹٫۵٪                                       |
| ۲۰۱۱ | ۱٬۶۲۵٫۳                                                      | ۳۲٬۵۴۶٫۸                                                   | ۱٬۲۵۳٫۴                                       | ۲۵٬۱۰۰٫۲                                    | ۳٫۷٪                           | ۴٫۰٪            | ۳٫۴٪          | ۳۳٫۱٪                                       |
| ۲۰۱۲ | ۱٬۶۸۴٫۶                                                      | ۳۳٬۵۵۷٫۱                                                   | ۱٬۲۷۸٫۰                                       | ۲۵٬۴۵۹٫۲                                    | ۲٫۴٪                           | ۲٫۲٪            | ۳٫۲٪          | ۳۵٫۰٪                                       |
| ۲۰۱۳ | ۱٬۷۲۶٫۹                                                      | ۳۴٬۲۴۴٫۳                                                   | ۱٬۳۷۰٫۶                                       | ۲۷٬۱۷۹٫۵                                    | ۳٫۲٪                           | ۱٫۳٪            | ۳٫۱٪          | ۳۷٫۷٪                                       |
| ۲۰۱۴ | ۱٬۷۹۲٫۶                                                      | ۳۵٬۳۲۴٫۵                                                   | ۱٬۴۸۴٫۵                                       | ۲۹٬۲۵۲٫۹                                    | ۳٫۲٪                           | ۱٫۳٪            | ۳٫۵٪          | ۳۹٫۷٪                                       |
| ۲۰۱۵ | ۱٬۹۳۳٫۸                                                      | ۳۷٬۹۰۷٫۵                                                   | ۱٬۴۶۶٫۰                                       | ۲۸٬۷۳۷٫۴                                    | ۲٫۸٪                           | ۰٫۷٪            | ۳٫۶٪          | ۴۰٫۸٪                                       |
| ۲۰۱۶ | ۲٬۰۲۶٫۵                                                      | ۳۹٬۵۶۷٫۰                                                   | ۱٬۴۹۹٫۴                                       | ۲۹٬۲۷۴٫۲                                    | ۲٫۹٪                           | ۱٫۰٪            | ۳٫۷٪          | ۴۱٫۲٪                                       |
| ۲۰۱۷ | ۲٬۱۰۵٫۹                                                      | ۴۱٬۰۰۱٫۱                                                   | ۱٬۶۲۳٫۱                                       | ۳۱٬۶۰۰٫۷                                    | ۳٫۲٪                           | ۱٫۹٪            | ۳٫۷٪          | ۴۰٫۱٪                                       |
| ۲۰۱۸ | ۲٬۲۱۸٫۹                                                      | ۴۲٬۹۹۶٫۲                                                   | ۱٬۷۲۵٫۴                                       | ۳۳٬۴۳۳٫۲                                    | ۲٫۹٪                           | ۱٫۵٪            | ۳٫۸٪          | ۴۰٫۰٪                                       |
| ۲۰۱۹ | ۲٬۳۰۹٫۳                                                      | ۴۴٬۶۵۸٫۸                                                   | ۱٬۶۵۱٫۴                                       | ۳۱٬۹۳۶٫۸                                    | ۲٫۲٪                           | ۰٫۴٪            | ۳٫۸٪          | ۴۲٫۱٪                                       |
| ۲۰۲۰ | ۲٬۳۱۷٫۲                                                      | ۴۴٬۷۵۰٫۰                                                   | ۱٬۶۳۸٫۳                                       | ۳۱٬۶۳۸٫۵                                    | ۰٫۹٪-                          | ۰٫۵٪            | ۳٫۹٪          | ۴۷٫۹٪                                       |
| ۲۰۲۱ | ۲٬۵۰۳٫۴                                                      | ۴۸٬۳۰۸٫۹                                                   | ۱٬۸۲۳٫۹                                       | ۳۵٬۱۹۵٫۵                                    | ۴٫۳٪                           | ۲٫۲٪            | ۳٫۸٪          | ۵۱٫۳٪                                       |
| ۲۰۲۲ | ۲٬۶۵۷٫۰                                                      | ۵۱٬۲۴۴٫۳                                                   | ۱٬۹۰۷٫۷                                       | ۳۶٬۷۹۱٫۵                                    | ۳٫۳٪                           | ۱٫۶٪            | ۳٫۷٪          | ۵۵٫۱٪                                       |
| ۲۰۲۳ | ۲٬۷۹۷٫۰                                                      | ۵۳٬۹۲۲٫۴                                                   | ۲٬۰۱۲٫۱                                       | ۳۸٬۷۹۰٫۸                                    | ۲٫۸٪                           | ۱٫۶٪            | ۳٫۷٪          | ۵۸٫۵٪                                       |
| ۲۰۲۴ | ۲٬۹۳۴٫۲                                                      | ۵۶٬۵۴۶٫۴                                                   | ۲٬۱۱۵٫۰                                       | ۴۰٬۷۵۹٫۵                                    | ۲٫۶٪                           | ۱٫۸٪            | ۳٫۷٪          | ۶۱٫۵٪                                       |
| ۲۰۲۵ | ۳٬۰۷۲٫۱                                                      | ۵۹٬۱۸۱٫۵                                                   | ۲٬۲۱۷٫۶                                       | ۴۲٬۷۱۹٫۴                                    | ۲٫۵٪                           | ۲٫۰٪            | ۳٫۷٪          | ۶۴٫۲٪                                       |
| ۲۰۲۶ | ۳٬۲۱۰٫۴                                                      | ۶۱٬۸۳۲٫۳                                                   | ۲٬۳۱۶٫۲                                       | ۴۴٬۶۱۰٫۶                                    | ۲٫۴٪                           | ۲٫۰٪            | ۳٫۷٪          | ۶۶٫۷٪                                       |

## بخش‌ها

### کشتی‌سازی

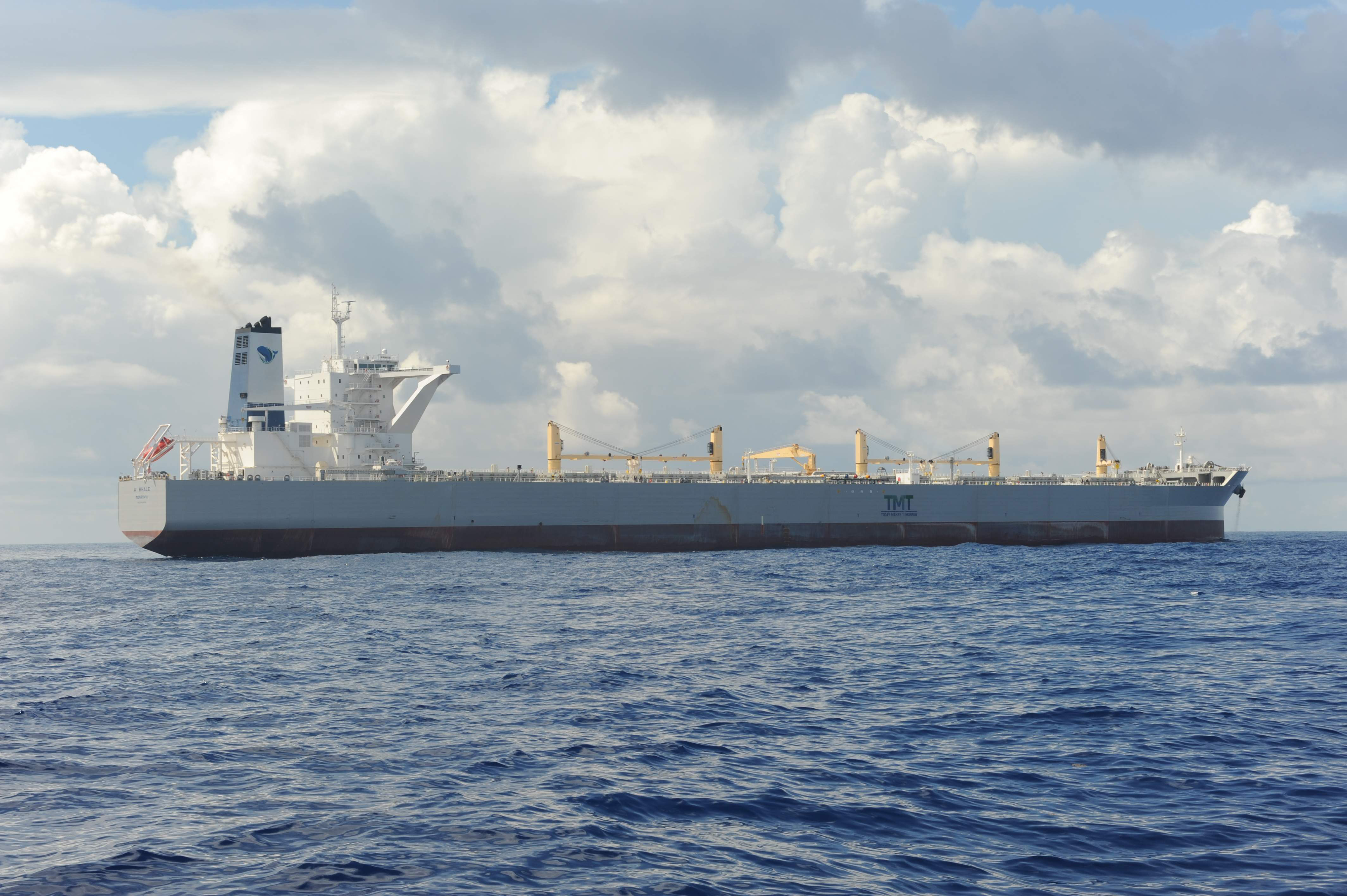
کشتی‌سازی نماد صنایع کره جنوبی است که دهه ۱۹۶۰ شکوفا شد.

کره جنوبی در طول دهه‌های ۱۹۷۰ و ۱۹۸۰ در ساخت کشتی‌های مختلف از قبیل سوپرتانکر و سکوهای حفر چاه‌های نفت به یکی از کشورهای سرآمد در جهان تبدیل شد. بزرگ‌ترین کشتی‌ساز کره‌ای، شرکت هیوندای بود که یک حوض شناور به گنجایش ۱ میلیون تن در میانه‌های دهه ۱۹۷۰ ساخت. در دهه بعد دوو هم وارد این صنعت شد و در سال ۱۹۸۱ موفق گردید تأسیسات مشابهی با حجم ۱٫۲ میلیون تن در اوکپو واقع در جزیره گئوجه در جنوب بوسان بسازد. با این حال این صنعت در میانه‌های دههٔ ۱۹۸۰ به دلیل وفور نفت خام و رکود جهانی با افت مواجه شد. در این دهه کاهش شدیدی در شمار سفارش‌ها به وجود آمد. سفارش‌های جدید برای سال ۱۹۸۸ جمعاً به ۳ میلیون تن ناخالص رسید که ارزش آن برابر با ۱٫۹ میلیارد دلار می‌شد. این میزان نسبت به سال‌های پیش به ترتیب ۱۷٫۸٪ و ۴٫۴٪ کاهش نشان می‌داد. این کاهش‌ها به دلیل ناآرامی‌های کارگری، عدم تمایل دولت نسبت به تأمین مالی پروژه‌ها و رویکرد جدید توکیو در تأمین مالی کشتی‌سازان ژاپنی با سود کم به وجود آمد. با این حال انتظار می‌رفت صنعت کشتی‌سازی کره جنوبی در میانه‌های دهه ۱۹۹۰ رشد کند چون کشتی‌های کهنه نیازمند جایگزینی بودند. در نهایت کره جنوبی در سال ۲۰۰۸ توانست با کسب سهم ۵۰٫۶٪ از بازار جهانی به عنوان بزرگ‌ترین کشتی‌ساز جهان شناخته شود. شناخته‌شده‌ترین شرکت‌های کشتی‌سازی کره جنوبی عبارتند از: صنایع سنگین هیوندای، صنایع سنگین سامسونگ، شرکت کشتی‌سازی و مهندسی دریایی دوو و شرکت فراساحلی و کشتی‌سازی اس‌تی‌اکس (که هم‌اکنون ورشکست شده‌است).

### خودروسازی
صنایع خودروسازی و صادرات خودرو یکی از بخش‌هایی مهمی بود که در رشد اقتصاد کره جنوبی در دهه ۱۹۸۰ مؤثر بود. در اواخر دهه ۱۹۸۰ حجم صنایع موتوری کره جنوبی نسبت به ۱۹۸۴ پنج برابر شده بود. کره جنوبی در ۱۹۸۸ بیش از یک میلیون خودرو تولید می‌کرد. در سال ۱۹۸۹ کل سرمایه‌گذاری در صنایع خودروسازی و قطعه‌سازی بیش از ۳ میلیارد دلار بود. در حالی که کل تعداد تولید خودروهای شخصی در ۱۹۸۵ تقریباً ۲۶۳٬۰۰۰ عدد بود این رقم در ۱۹۸۹ به ۸۴۶٬۰۰۰ خودرو رسید. در سال ۱۹۸۸ کره جنوبی ۵۷۶٬۱۳۴ خودرو صادر کرد که از میان آن‌ها ۴۸۰٬۱۱۹ عدد (معادل ۸۳٫۳٪) به ایالات متحده صادر شده بود. در طول دهه ۱۹۸۰ بخش اعظم رشد خودروسازی در کره جنوبی وابسته به افزایش صادرات بود اما صادرات در سال ۱۹۸۹ نسبت به ۱۹۸۸ به میزان ۲۸٫۵٪ کاهش پیدا کرد. این کاهش به دلیل فروش پایین در ایالات متحده به ویژه در بازار خودروهای ارزان‌تر و همچنین مشکلات کارگری در کره جنوبی بود. امروزه کره جنوبی به عنوان یکی از بزرگ‌ترین خودروسازان جهان تلقی می‌شود. گروه هیوندای موتور بزرگ‌ترین خودروساز کره جنوبی بر حسب درآمد، تولید و حضور در بازارهای جهانی است. همچنین کیا موتورز با ساختار و شیوه خود توانست در سال‌های اخیر به یکی از قدرت‌های خودروسازی جهان بدل شود.

### معادن
بخش اعظم ذخایر معدنی شبه‌جزیره کره در کره شمالی واقع شده و کره جنوبی فقط منابع گسترده‌ای از تنگستن و گرافیت دارد. هر چند در کره جنوبی معادن زغال سنگ، آهن، سنگ و مولیبدن هم وجود دارد اما حجم آن‌ها وسیع نیست و عملیات معدن‌کاری روی آن‌ها در مقیاس کم انجام می‌گیرد. بسیاری از منابع معدنی کره جنوبی از کشورهای دیگر وارد می‌شود. زغال سنگ کره جنوبی از نوع آنتراسیت بی‌کیفیت است و تنها برای گرم کردن خانه‌ها و دیگ‌های بخار استفاده می‌شود.

### ساخت و ساز
ساخت و ساز یکی از مهم‌ترین صنایع صادراتی کره جنوبی از اوایل دهه ۱۹۶۰ بوده و امروزه نیز یکی از منابع حیاتی جذب ارز خارجی و جذب درآمد صادرات نامرئی است. تا ۱۹۸۱، ۶۰٪ از کارهای شرکت‌های ساخت و ساز کره جنوبی در خارج از کشور انجام می‌شد که بیشتر این پروژه‌ها در خاورمیانه اجرا شدند. ارزش قراردادهای آن سال معادل ۱۳٫۷ میلیارد دلار بودند. با این حال ارزش قراردادهای ساخت و ساز در خارج از کشور در سال ۱۹۸۸ به رقم ۲٫۶ میلیارد دلار سقوط کرد که سهم کشورهای خاورمیانه از آن ۱٫۲ میلیارد دلار بود. این رقم نسبت به سال پیش تنها ۱٪ افزایش نشان می‌داد در حالی که ارزش پروژه‌های داخلی معادل ۱۳٫۸ میلیارد دلار شده بود که نسبت به ۱۹۸۷، ۸٫۸٪ افزایش نشان می‌داد.
شرکت‌های ساخت و ساز کره جنوبی در اواخر دهه ۱۹۸۰ تمرکز خود را روی بازار پیشروی داخلی گذاشتند. در سال ۱۹۸۹ نشانه‌هایی از بازگشت دوران خوب برای بازار ساخت و ساز در خارج از کشور دیده شد: شرکت ساخت و ساز دونگ آه قراردادی به ارزش ۵٫۳ میلیارد دلار با لیبی بست تا دومین فاز (و دیگر فازهای) طرح رود بزرگ دست‌ساز را اجرا نماید. ارزش کل ۵ فاز این پروژه در پایان کار به ۲۷ میلیارد دلار می‌رسید. تنها در سال ۱۹۸۹ شرکت‌های ساخت و ساز کره‌ای بیش از ۷ میلیارد دلار قرارداد خارجی امضا کردند. یکی از بزرگ‌ترین شرکت‌های ساخت و ساز کره‌ای سامسونگ سی اند تی است که توانسته برخی از بلندترین و چشم‌گیرترین آسمان‌خراش‌های دنیا از جمله سه تا از بلندترین برج‌های دنیا به نام‌های: برج‌های دوقلوی پتروناس، تایپه ۱۰۱ و برج خلیفه را بسازد.

### جنگ‌افزار
کره جنوبی در دهه ۱۹۶۰ به شدت به واردات جنگ‌افزارهای آمریکایی وابسته بود اما پس از آنکه ریچارد نیکسون رئیس‌جمهور آمریکا سیاست ویتنامی‌سازی را اعلام کرد تا از طریق آن نیروهای جنوب ویتنام را تقویت نماید، کره جنوبی در اوایل دهه ۱۹۷۰ تصمیم گرفت به تولید جنگ‌افزارهای مورد نیاز خود بپردازد.
کره جنوبی در آغاز بیش از هر چیز بر تولید نیازهای اولیه جنگ‌افزاری پرداخت اما در دهه‌های بعدی با توجه به تأمین تسلیحات مزبور رو به فناوری‌های جدید آورده تا سهمی بیشتر از بازارهای جهانی را در این رشته به دست آورد. برخی از کلیدی‌ترین پروژه‌های صادرات نظامی کره جنوبی عبارتند از توپ خودکششی فرتینا ت-۱۵۵ که برای نیروی زمینی ترکیه ساخت شد؛ تفنگ‌های انفجار در هوای K11 ساخت شرکت دوو برای امارات متحده عربی؛ کشتی موشک‌انداز بی‌ان‌اس بنگباندو با قابلیت موشک‌های هدایت‌شونده برای بنگلادش؛ کشتی‌های تانکری نظیر اچ‌ام‌ای‌اس سیریوس (او ۲۶۶) برای نیروی دریایی استرالیا، زلاند نو و ونزوئلا که در کنار کشتی‌های نظامی برای سوخت‌رسانی و غیره استفاده می‌شوند؛ کشتی‌های کلاس ماکاسار برای نیروی دریایی اندونزی که آبی‌خاکی هستند و برای انتقال نیرو به سال استفاده می‌شوند؛ و هواگرد آموزشی ک‌تی-۱ وونگبی برای نیروی هوایی ترکیه، اندونزی و پرو.
کره جنوبی در ساخت تجهیزات جنگ‌افزارهای کشورهای دیگر نیز مشارکت دارد. برای مثال قطعاتی از جنگنده اف-۱۵ و بالگرد تهاجمی آپاچی مدل ای‌اچ-۶۴ که قرار است توسط سنگاپور مورد استفاده قرار گیرد توسط کره جنوبی ساخته شده‌اند. بدنهٔ این بالگرد تولید مشترک صنایع هوافضای کره و شرکت بوئینگ آمریکا است. کره جنوبی از طریق شرکت سامسونگ در ساخت سامانه دفاع موشکی اس-۳۰۰ روسیه دست داشته‌است. همچنین قرار است طی همان قرارداد کشتی تهاجمی آبی‌خاکی کلاس میترال که توسط شرکت اس‌تی‌ایکس کره جنوبی ساخته شده به روسیه فروخته شود. صادرات جنگ‌افزاری کره جنوبی رد سال ۲۰۰۸ برابر با ۱٫۰۳ میلیارد دلار و در ۲۰۰۹ برابر با ۱٫۱۷ میلیارد دلار بوده‌است.

### گردشگری
در سال ۲۰۱۲، ۱۱٫۱ میلیون گردشگر خارجی از کره جنوبی بازدید کردند. این رقم کره جنوبی را در رتبه بیستم جهانی قرار می‌داد. این در حالی است که در ۲۰۱۰، ۸٫۵ میلیون گردشگر خارجی به کره جنوبی رفته بودند. در سال‌های پایانی دهه ۲۰۱۰ شمار گردشگران چینی، تایوانی، هنگ‌کنگی و دیگر کشورهای جنوب شرق آسیا به دلیل گسترش موج کره‌ای (هالیو) با سرعت زیادی افزایش داشته‌است.
سئول اصلی‌ترین مقصد گردشگران خارجی در میان شهرهای کره است. پس از سئول، پارک ملی سئوراک سان، شهر تاریخی گیونگجو و جزیره نیمه استوایی ججودو قرار دارند.

## آمار بازرگانی
| کشور                | حجم (میلیون دلار) | درصد   |
| ------------------- | ----------------- | ------ |
| چین                 | ۱۴۲٬۱۲۰           | ۲۴٫۸٪  |
| ایالات متحده آمریکا | ۶۸٬۶۱۰            | ۱۲٫۰٪  |
| ویتنام              | ۴۷٬۷۵۴            | ۸٫۳٪   |
| هنگ کنگ             | ۳۹٬۱۱۲            | ۶٫۸٪   |
| ژاپن                | ۲۶٬۸۱۶            | ۴٫۷٪   |
| استرالیا            | ۱۹٬۸۶۲            | ۳٫۵٪   |
| هند                 | ۱۵٬۰۵۶            | ۲٫۶٪   |
| تایوان              | ۱۴٬۸۹۸            | ۲٫۶٪   |
| سنگاپور             | ۱۱٬۶۵۲            | ۲٫۰٪   |
| مکزیک               | ۱۰٬۹۳۳            | ۱٫۹٪   |
| بقیه                | ۱۷۶٬۸۸۱           | ۳۰٫۸٪  |
| مجموع               | ۵۷۳٬۶۹۴           | ۱۰۰٫۰٪ |

| کشور                | حجم (میلیون دلار) | درصد   |
| ------------------- | ----------------- | ------ |
| چین                 | ۹۷٬۸۶۰            | ۲۰٫۵٪  |
| ژاپن                | ۵۵٬۱۲۵            | ۱۱٫۵٪  |
| ایالات متحده آمریکا | ۵۰٬۷۴۹            | ۱۰٫۶٪  |
| آلمان               | ۱۹٬۷۴۹            | ۴٫۱٪   |
| عربستان سعودی       | ۱۹٬۵۹۰            | ۴٫۱٪   |
| استرالیا            | ۱۹٬۱۶۰            | ۴٫۰٪   |
| تایوان              | ۱۸٬۰۷۳            | ۳٫۸٪   |
| ویتنام              | ۱۶٬۱۷۷            | ۳٫۴٪   |
| روسیه               | ۱۲٬۰۴۰            | ۲٫۵٪   |
| قطر                 | ۱۱٬۲۶۷            | ۲٫۴٪   |
| بقیه                | ۱۵۸٬۶۸۸           | ۳۳٫۱٪  |
| مجموع               | ۴۷۸٬۴۷۸           | ۱۰۰٫۰٪ |

| کشور                | تراز تجاری (میلیون دلار) |
| ------------------- | ------------------------ |
| چین                 | ۴۴٬۲۶۰                   |
| هنگ کنگ             | ۳۷٬۲۳۳                   |
| ویتنام              | ۳۱٬۵۷۷                   |
| ایالات متحده آمریکا | ۱۷٬۸۶۰                   |
| هند                 | ۱۰٬۱۰۸                   |
| فیلیپین             | ۶٬۸۹۱                    |
| جزایر مارشال        | ۶٬۸۳۹                    |
| مکزیک               | ۶٬۵۲۵                    |
| ترکیه               | ۵٬۳۷۳                    |
| نروژ                | ۳٬۳۹۱                    |
| بقیه                | -۷۴٬۸۴۱                  |
| مجموع               | ۹۵٬۲۱۶                   |

| کشور              | تراز تجاری (میلیون دلار) |
| ----------------- | ------------------------ |
| ژاپن              | ۲۸٬۳۰۹-                  |
| عربستان سعودی     | ۱۴٬۴۴۳-                  |
| آلمان             | ۱۱٬۲۶۵-                  |
| قطر               | ۱۰٬۸۳۲-                  |
| کویت              | ۸٬۴۳۱-                   |
| روسیه             | ۵٬۱۳۳-                   |
| عراق              | ۴٬۹۰۹-                   |
| امارات متحده عربی | ۴٬۱۶۸-                   |
| ایران             | ۳٬۹۶۸-                   |
| تایوان            | ۳٬۱۷۵-                   |
| بقیه              | ۱۸۹٬۸۴۹                  |
| مجموع             | ۹۵٬۲۱۶                   |

## ادغام‌ها و اکتساب‌ها
ادغام‌ها و اکتساب‌های شرکت‌های کره‌ای از سال ۱۹۹۱ به این سو روندی رو به رشد داشته و تنها در سال ۲۰۰۴ توقفی موقت در آن‌ها به وجود آمد. از ۱۹۹۱ تا ۲۰۱۸ تعداد ۱۸٬۳۰۰ قرارداد داخلی، بیرون به داخل و داخل به بیرون از کره جنوبی اعلام شده که ارزش کل آن‌ها بیشتر از ۹۴۱ میلیارد دلار آمریکا بوده‌است. در سال ۲۰۱۶ بیشترین قراردادهای ادغام و اکتساب انجام شد و مجموع آن‌ها به ۱٬۸۱۸ میلیارد دلار آمریکا رسید.
صنایع هدف به‌طور موزون توزیع شده‌اند تا هیچ صنعتی نتواند سهمی بیش از ۱۰٪ به دست آورد. سه صنعت هدف در این حوزه الکترونیک (۹٫۷٪)، نیم‌رساناها (۹٫۱٪) و فلزات و معادن (۷٫۷٪) هستند. لازم است ذکر شود که بیش از ۵۱٪ از شرکت‌های اکتساب‌کننده از بخش مالی و کارگزاری بوده‌اند.